# Casa Manyé
La Casa Manyé o casa Torruella és un edifici de la Secuita (Tarragonès) protegit com a bé cultural d'interès local. La casa Manyé és situada a tocar l'antic mas o castell. Possiblement l'estructura inicial de la casa cal situar-la entre els segles XVII-XVIII si bé ha sofert modificacions posteriors. Sembla que la batllia de la Secuita fou vinculada a la família Manyé, al segle xvii. El 1622, "la casa del comú y universitat del mencionat lloch ahont per semblants negocis se solen convocar y congregar", que era una habitació de la casa Manyé, passà a ser propietat del poble, segons consta al capbreu de 1669. Aquesta casa de la universitat i després de la vila (fins que es construí l'actual edifici de l'Ajuntament) "era baixa de sostres, humida i fosca amb una taula dolenta, bancs corcats, un armari obrat a la paret..." Sembla, doncs, que no pot correspondre a l'actual edifici, força ampli i en bon estat, o bé que ha sofert obres d'adequació considerables.
Edifici de paredat, la façana del qual és arrebossada imitant carreus. Té tres pisos. La planta baixa té una porta allindada tota emmarcada per grans carreus de pedra, al costat esquerre, i tres finestres amb petita barana de ferro forjat. Compta també amb un vestíbul amb arc escarser. Al primer pis hi ha una petita finestra i tres balcons units per una sola balconada o barana, de ferro forjat (segurament de començaments del segle XX). Les golfes tenen un seguit d'obertures de mig punt. La façana és rematada per un ràfec.

## Història
1. 1 2 3 4  «CASA MANYÉ». Inventari del Patrimoni Arquitectònic de Catalunya.   Direcció General del Patrimoni Cultural de la Generalitat de Catalunya. [Consulta: 31 agost 2015].